# Летни паралимпийски игри 1960
Летни параолимпийски игри 1960 е първото международно спортно събитие за хора с увреждания. Проведено е през 1960 година в град Рим, Италия. Основатели на параолимпийското движение сър Лудвиг Гутман и директорът Антония Маглио. В състезанията участват 375 атлета. 
Церемонията по закриването, се провежда на 25 септември се проведе в Палацето делло спорт (Palazetto dello Sport) в олимпийското село в присъствието на сър Гутман и съпругата на италианския президент Дона Карла Грончи.